# Kurixalus bisacculus
Espèce
Synonymes
- Rhacophorus bisacculus Taylor, 1962
- Rhacophorus hainanus Zhao, Wang & Shi, 2005
- Kurixalus hainanus (Zhao, Wang & Shi, 2005)

Statut de conservation UICN

 LC (needs updating) : Préoccupation mineure
Kurixalus bisacculus est une espèce d'amphibiens de la famille des Rhacophoridae.

## Répartition
Cette espèce se rencontre :
- en Thaïlande ;
- dans le nord du Laos ;
- dans le nord du Viêt Nam ;
- dans le sud de la république populaire de Chine.

## Taxinomie
Les spécimens observés au nord-est de l'Inde dans l'État de Nagaland ne sont pas de cette espèce.
Kurixalus hainanus est considéré comme synonyme de Kurixalus bisacculus depuis les études génétiques de Yu, Zhang & Yang, 2010

## Publication originale
- Taylor, 1962 : The Amphibian Fauna of Thailand. University of Kansas Science Bulletin, vol. 43, no 8, p. 265-599 (texte intégral).